# Moj svodnyj brat Frankenštejn
Moj svodnyj brat Frankenštejn (Мой сводный брат Франкенштейн) è un film del 2004 diretto da Valerij Todorovskij.

## Trama
Il film racconta di un uomo che scopre di avere un figlio adulto Pavel, disabile durante la guerra in Cecenia. E ha bisogno di un'operazione. L'uomo non vuole lasciarlo entrare, ma non vuole nemmeno allontanarsi da lui. Nel corso del tempo, inizia ad affezionarsi a suo figlio, ma sua moglie ei suoi figli non possono accettarlo. Paul pensa che la guerra sia ancora in corso.